# Labre des Moluques
Pseudodax moluccanus
Espèce
Le labre des Moluques (Pseudodax moluccanus) est une espèce de napoléons, de la famille des Labridae. On peut le trouver dans l'océan Indien et dans l'ouest de l'océan Pacifique. Il s'agit d'un habitant des récifs coralliens. Il peut être trouvé à des profondeurs de 3 à 40 m, et dans de rare cas jusqu'à 60m. Cette espèce mesure jusqu'à 30 cm en longueur. Il est pêché localement  pour les marchés, et peut être trouvé dans des aquariums. P. moluccanus est le seul membre connu de son genre Pseudodax.  

## Écologie
Le labre des Moluques est une espèce solitaire et diurne. Elle se nourrit de petits invertébrés de petits poissons et de zooplancton mais aussi d'algues. Les juvéniles s'abritent dans des cavités dans les récifs coraliens autour desquelles restent les adultes,.  

## Répartition
Le labre des Moluques vit dans les eaux salés. On le retrouve largement répandu dans la zone indo-pacifique, allant du sud de l'Afrique, jusqu'aux littoraux du Japon et d'Australie en passant par la mer rouge. 